# Dodô
Ricardo Lucas Figueredo Monte Raso (n. 2 mai 1974, São Paulo, São Paulo, Brazilia), cunoscut sub numele de Dodô, este un fost fotbalist brazilian.

## Statistici
| Brazilia | Brazilia | Brazilia |
| An       | Meciuri  | Goluri   |
| -------- | -------- | -------- |
| 1997     | 5        | 2        |
| Total    | 5        | 2        |